# Christian Fredrik Ficker
Christian Fredrik Ficker, född 6 augusti 1786, död 4 februari 1837 var en svensk oboist.
Ficker, som var näst äldste son till hovkapellisten Gottlieb Fredrik Ficker anställdes 1804 tillsammans med sina bröder i Kungliga Hovkapellet.
Tillsammans med brodern Gustaf turnerade han i Sverige och Finland under åren 1805-1807.